# 村田敏郎
村田 敏郎（むらた としろう、1919年9月10日 - 2007年4月17日）は、日本の薬学者（薬物動態学・生物薬剤学）、文部官僚。勲等は勲二等。学位は医学博士（県立鹿児島医科大学・1961年）、薬学博士（東京大学・1961年）。静岡薬科大学名誉教授、財団法人日本薬剤師研修センター名誉会長、社団法人日本薬学会有功会員、社団法人日本薬物動態学会名誉会員。
東京帝国大学医学部助手、東邦女子医学薬学専門学校教授を経て、文部省や厚生省に勤務し、札幌医科大学医学部助教授、熊本大学薬学部教授、静岡薬科大学薬学部教授、静岡薬科大学学長（第5代）、財団法人日本薬剤師研修センター理事長（初代）、学校法人共立薬科大学理事長、財団法人日本薬剤師研修センター会長（第2代）などを歴任した。

## 概要
東京府出身の薬学者である。日本において薬物動態学を開拓した先駆者であり、薬剤学の一分野として生物薬剤学を確立したことでも知られている。また、静岡県の名産品である緑茶に含まれるテアニンについて研究していたことでも知られている。東京帝国大学や東邦女子医学薬学専門学校で教鞭を執ったのち、文部省や厚生省に技官として勤務した。その後、札幌医科大学、熊本大学、静岡薬科大学で教鞭を執った。静岡薬科大学では学長に選任され、共立薬科大学を運営する学校法人では理事長に就任するなど、教育・研究機関の要職を歴任した。また、日本薬剤師研修センターの創設に尽力し、初代理事長に就任した。

## 来歴

### 生い立ち
1919年（大正8年）9月10日、東京府にて生まれた。国が設置・運営する松本高等学校に進学した。さらに国が設置・運営する東京帝国大学に進学し、医学部の薬学科にて学んだ。太平洋戦争のさなかである1944年（昭和19年）9月、東京帝国大学を卒業した。それにともない、薬学士の称号を取得した。なお、後年になって「尿中乳酸排泄量に関する研究」と題した博士論文を執筆しており、これにより1961年（昭和36年）3月31日に県立鹿児島医科大学より医学博士の学位を授与されている。また、「1-エチニルシクロヘキシルカルバメートの生体内変化の研究」と題した博士論文も執筆しており、これにより1961年（昭和36年）10月12日に東京大学より薬学博士の学位を授与されている。

### 薬学者として
1945年（昭和20年）4月、母校である東京帝国大学に採用され、医学部の助手として着任した。同年8月15日、太平洋戦争が終結した。戦後の混乱の中、以降も引き続き東京帝国大学に勤務した。1948年（昭和23年）8月、額田教育報恩会が設置・運営する東邦女子医学薬学専門学校に転じ、教授に就任した。1951年（昭和26年）2月、技官として文部省に入省した。1953年（昭和28年）11月、技官として厚生省に出向した。
1956年（昭和31年）9月、北海道により設置・運営される札幌医科大学に転じ、医学部の助教授に就任した。1958年（昭和33年）4月、国により設置・運営される熊本大学に転じ、薬学部の助教授に就任した。薬学部においては、法医学や衛生化学などを講じており、前年に急逝した酒井亮次が主宰していた衛生化学講座を引き継いだ。1961年（昭和36年）4月、熊本大学の薬学部にて教授に昇任した。昇任してからも、江藤祥子、中島弥栄子、淵上節子、山本郁男らとともに、引き続き衛生化学講座を受け持った。この研究室は、名称の変更などさまざまな変遷を経つつも、山本陽、児島昭次、髙濱和夫、三隅将吾らによって受け継がれている。1967年（昭和42年）4月、静岡県により設置・運営される静岡薬科大学に転じ、薬学部の教授として着任した。薬学部においては、薬剤学などを講じており、薬剤学教室を受け持っていた。1981年（昭和56年）10月には、静岡薬科大学の学長に就任した。任期満了にともない学長を退任すると、これまでの功績により、1986年（昭和61年）10月に静岡薬科大学より名誉教授の称号が授与された。なお、1987年（昭和62年）の静岡県立大学の新設と1990年（平成2年）の静岡薬科大学の閉学にともない、以降は静岡県立大学の名誉教授として遇された。また、村田が受け持っていた研究室は、名称の変更などさまざまな変遷を経つつも静岡県立大学に引き継がれており、木村良平、山田静雄、尾上誠良によって受け継がれている。
その後、薬剤師に対する生涯学習の推進を図るため、日本薬剤師研修センターの創設に尽力した。厚生省薬務局の認可により財団法人として発足すると、1989年（平成元年）6月に初代理事長に就任し、初代会長の石館守三とともにセンターの発展に尽くした。1995年（平成7年）4月に理事長を内山充に引き継ぐと、自身は第2代会長に退いた。のちに日本薬剤師研修センターから名誉会長の称号が授与された。また、共立薬科大学を設置・運営する学校法人においては、評議員や理事を務めていたが、1993年（平成5年）7月に理事長に就任し、のちに顧問も務めた。なお、これまでの功績が評価され、1992年（平成4年）には勲二等瑞宝章が授与されている。2007年（平成19年）4月17日に死去した。叙正四位。

## 研究

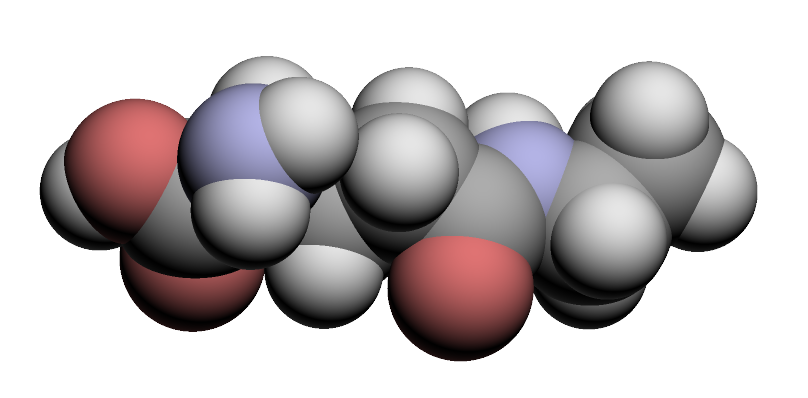
テアニンの空間充填モデル

専門は薬学であり、特に薬物動態学や生物薬剤学といった分野の研究に従事した。具体的には、フェニルケトン尿症をはじめとする神経化学の研究に取り組んでいた。また、神経化学の視点から、チャノキに含まれるテアニンが中枢神経に対する影響について研究していた。他方、中枢神経系に作用する薬物代謝についても研究していた。その結果、薬物代謝をはじめとする薬物の生体内運命に関する多数の研究業績を遺した。医学者の有田隆一とともに上梓した『生物薬剤学』は高く評価されており、生物薬剤学における「名著」とされる。村田の業績について、薬学者の内海英雄は「日本では創世期にあった『薬物動態学』の分野を開拓された」と評しており、加えて「新たに『薬剤学』の教育・研究に『生物薬剤学』を導入し」たと評している。
テアニンに関する研究が評価され、知恩会より斎藤奨励賞を授与されている。また、日本学校薬剤師会に対する貢献により、1967年（昭和42年）11月25日に創立十五周年記念感謝状が授与されている。1987年（昭和62年）7月11日には、日本薬学会の東海支部より功労賞を授与されている。なお、1961年（昭和36年）は一年間で博士号を2つ取得しており、3月に医学博士を授与され、同年10月に薬学博士を授与されている。
学術団体としては、日本薬学会などに所属していた。日本薬学会では評議員や理事を歴任し、のちに推挙され有功会員となった。日本薬物動態学会においては、野口英世らと並んで名誉会員の一人に列せられている。

## 人物
信仰
キリスト教を信仰しており、講義の前には必ずお祈りをしてから教室に出向いていたという。自身の葬儀も東京都の教会で営まれた。
趣味・特技
料理を趣味としていた。静岡薬科大学に勤務していた頃は、毎年自宅で新年会を開催しており、門下生らを相手に自慢の料理をふるまっていたという。
英語が堪能であり、旧制高等学校に通っていた頃から既に原著を読んでいたという。文部省の在外研究員としてカナダのマギル大学に赴いた際には、あまりに流暢に英語を話すためネイティブスピーカーと間違えられるほどであったという。
学術書や専門書を多数著しているが、それ以外にも随筆を手掛けており、『すずろごと』と題したエッセイ集も上梓している。
教学
薬学者の内海英雄が「病院薬局、国の薬事行政機関における経験を基にされ、幅広い見方のできる数少ない教育者」と評するなど、学生に対する村田の教育指導法は高く評価されてきた。熊本大学に勤めていた頃、村田の講義は学生にも人気があった。当時の状況について、薬学者の相本太刀夫は「ウィットに富み、エスプリの利いた講義（衛生化学と生化学）は超人気でした」と述懐している。
晩年は体調を崩していたが、かつての教え子である相本太刀夫が定年退職すると知ると、娘に「もうよくなった。薬は要らない」と嘘をついてまで祝賀会に出席しようとしたという。

## 略歴
- 1919年 - 東京府にて誕生[1]。
- 1944年 - 東京帝国大学医学部卒業[1]。
- 1945年 - 東京帝国大学医学部助手。
- 1948年 - 東邦女子医学薬学専門学校教授[1]。
- 1951年 - 文部省入省[1]。
- 1953年 - 厚生省出向[1]。
- 1956年 - 札幌医科大学医学部助教授[1]。
- 1958年 - 熊本大学薬学部助教授[1]。
- 1961年 - 熊本大学薬学部教授[1]。
- 1967年 - 静岡薬科大学薬学部教授。
- 1981年 - 静岡薬科大学学長[1]。
- 1986年 - 静岡薬科大学名誉教授[1]。
- 1989年 - 日本薬剤師研修センター理事長[1][11]。
- 1993年 - 共立薬科大学理事長[1]。
- 1995年 - 日本薬剤師研修センター会長[11]。
- 2007年 - 死去[1]。

## 賞歴
- 1967年 - 日本学校薬剤師会創立十五周年記念感謝状[15]。
- 1987年 - 日本薬学会東海支部功労賞[16]。

## 栄典
- 1992年 - 勲二等瑞宝章[2][12]。

## 著作

### 単著
- 村田敏郎著『生化学』医歯薬出版、1960年。全国書誌番号:60009282
- 村田敏郎著『すずろごと』西田書店、1997年。ISBN 488866269X

### 共著
- 塚元久雄ほか著『衛生化学』訂正2版、南山堂、1964年。全国書誌番号:64002657

### 編纂
- Proceedings of the Fifth Symposium on Drug Metabolism and Action -- Metabolism, Effectiveness, and Toxicity of Drugs -- November 9 to 10, 1973 in Shizuoka, Japan, Toshiro Murata (ed.), Pharmaceutical Society of Japan, 1974. NCID BA57351519
- 村田敏郎・有田隆一編『生物薬剤学』2版、南江堂、1975年。ISBN 452449202X
- 村田敏郎・有田隆一編『生物薬剤学実験法』南江堂、1984年。全国書誌番号:84055774
- 村田敏郎編集『薬剤学』改訂2版、南江堂、1984年。ISBN 4524492119
- 村田敏郎編『薬剤学』改訂3版、南江堂、1990年。ISBN 4524492119
- 村田敏郎ほか編『薬剤学』改訂4版、南江堂、1992年。ISBN 4524492143
- 村田敏郎・花野学・小泉保編『薬剤学』改訂5版、南江堂、1997年。ISBN 4524401350

### 監修
- 村田敏郎監修、澤村良二編『薬学概論』2版、南山堂、2000年。ISBN 4525700629
- 村田敏郎監修、澤村良二編『薬学概論』改訂3版、南山堂、2004年。ISBN 4525700637
- 村田敏郎監修、澤村良二編『薬学概論』改訂4版、南山堂、2006年。ISBN 4525700645

### 寄稿、分担執筆、等
- 赤星進編『療養と信仰――病床にある人々え』二宮書店、1949年。全国書誌番号:49004551
- 宮木高明ほか編『常用薬局便覧』和光書院、1954年。全国書誌番号:54008022
- 熊谷朗・熊原雄一編『物質代謝異常』朝倉書店、1968年。全国書誌番号:52002867

### 翻訳
- G・G・ギブソン・P・スケット著、相本太刀夫ほか共訳『入門薬物代謝』講談社、1987年。ISBN 4061397109
- G・G・ギブソン・P・スケット著、相本太刀夫ほか共訳『薬物代謝学』新版、講談社、1995年。ISBN 4061397753

## 門下生
- 相本太刀夫[3]

### 註釈
1. ↑  東京府は、1943年に東京都に移行した。
2. ↑  松本高等学校は、松本医科大学、長野県立農林専門学校、上田繊維専門学校、長野工業専門学校、長野師範学校、長野青年師範学校と統合され、1949年に信州大学が設置された。
3. ↑  東京帝国大学は、1947年に東京大学に改組された。
4. ↑  薬学士の称号は、1991年以降の学士（薬学）の学位に相当する。
5. ↑  県立鹿児島医科大学は、県立鹿児島医学専門学校、鹿児島県立工業専門学校と統合され、1949年に県立鹿児島大学が設置された。ただし、1961年までは県立鹿児島医科大学も並行して存続していた。
6. ↑  医学博士の学位は、1991年以降の博士（医学）の学位に相当する。
7. ↑  薬学博士の学位は、1991年以降の博士（薬学）の学位に相当する。
8. ↑  財団法人額田教育報恩会は、1949年に財団法人東邦大学に改組された。
9. ↑  東邦女子医学薬学専門学校は、1949年に東邦薬科大学に改組された。
10. ↑  文部省は、科学技術庁と統合され、2001年に文部科学省が設置された。
11. ↑  厚生省は、労働省と統合され、2001年に厚生労働省が設置された。
12. ↑  札幌医科大学は、2007年に北海道から北海道公立大学法人札幌医科大学に移管された。
13. ↑  熊本大学は、2004年に国から国立大学法人熊本大学に移管された。
14. ↑  静岡薬科大学は、静岡女子大学、静岡女子短期大学と統合され、1987年に静岡県立大学が設置された。
15. ↑  財団法人日本薬剤師研修センターは、2012年に公益財団法人日本薬剤師研修センターに改組された。
16. ↑  共立薬科大学は、2008年に慶應義塾大学に吸収合併された。
17. ↑  学校法人共立薬科大学は、2008年に慶應義塾に吸収合併された。

## 関連人物
- 赤星進
- 石館守三
- 尾上誠良
- 小泉保
- 澤村良二
- 宮木高明
- 山田静雄